# Мучной, Николай Юрьевич
Никола́й Ю́рьевич Мучно́й (род. 13 сентября 1970) — российский учёный, специалист в области ядерной физики, доктор физико-математических наук, профессор РАН (2016).

## Биография
Окончил Новосибирский государственный университет (НГУ, 1992, руководитель дипломной работы Гурами Яковлевич Кезерашвили (1952-1999)).
Работает в Институте ядерной физики (ИЯФ) имени Г. И. Будкера СО РАН, в настоящее время — ведущий научный сотрудник.
По совместительству доцент НГУ.
Диссертации:
- Интенсивный источник поляризованных меченых гамма-квантов высоких энергий на ВЭПП-4М : диссертация … кандидата физико-математических наук : 01.04.20. — Новосибирск, 2000. — 103 с. : ил.
- Комптоновское рассеяние в прецизионных экспериментах на электрон-позитронных коллайдерах : диссертация … доктора физико-математических наук : 01.04.20 / Мучной Николай Юрьевич; [Место защиты: Ин-т ядер. физики СО РАН]. — Новосибирск, 2011. — 216 с. : ил.

Доктор физико-математических наук (2012), профессор РАН (2016).
По состоянию на конец 2018 года, являлся автором около 250 научных публикаций, суммарно процитированных свыше 2600 раз, индекс Хирша — 25.